# Raoul Giraudo
Raoul Giraudo (født 19. maj 1932 i Aix-en-Provence, Frankrig, død 26. oktober 1995) var en fransk fodboldspiller (forsvarer).
Giraudo spillede ti år hos Stade de Reims, og var en del af det meget succesfulde hold der vandt tre franske mesterskaber, én Coupe de France-titel. Han var desuden med til at nå finalen i Mesterholdenes Europa Cup i både 1956 og 1959, begge finaler blev dog tabt til Real Madrid.
Senere i karrieren spillede Giraudo også for Grenoble og Sochaux

## Titler
Ligue 1
- 1955, 1958 og 1960 med Reims

Coupe de France
- 1958 med Reims